# Ruota (Capannori)
Ruota (già Ruota di Compito) è una frazione del comune italiano di Capannori, nella provincia di Lucca, in Toscana.

## Geografia fisica
Posta alle pendici del monte Serra, ad una altezza di 362 metri sul livello del mare, risulta essere la frazione più a sud del comune di Capannori. Territorio di carattere montuoso, presenta le pendici più basse ricoperte di oliveti terrazzati che, in alto, cedono alle pinete e ai boschi di castagni; vi si trovano varie sorgenti, le più note sono quelle dell'Acquarella e della Pollina.
Della frazione di Ruota fanno parte anche i piccoli insediamenti di Chiudenda e Piemaggiore.

## Storia
Anticamente Ruota di Compito, fu sede di un castello documentato in un atto del 1º giugno 1277.
Nel XVI secolo, durante la guerra tra Firenze e Lucca, il castello di Ruota fu il primo a cadere dalle mani dei fiorentini quando questi, impegnati all'assedio di Lucca, non poterono difenderlo dall'esercito di Niccolò Piccinino. In una lettera inviata da Firenze al commissario per la Repubblica fiorentina in Pisa, Averardo de' Medici, datata 14 gennaio 1431, si legge della necessità di riconquistare il castello per poi abbatterlo definitivamente.
Il borgo di Ruota contava 429 abitanti nel 1832.

## Monumenti e luoghi d'interesse
- Chiesa di San Bartolomeo a Ruota[3]
- Casa natale di don Aldo Mei, sacerdote e patriota, fucilato dalle truppe naziste sotto le mura di Lucca il 4 agosto 1944.[4][5] Fino ad alcuni anni fa nell'abitazione esisteva una cappella contenente la tomba del sacerdote, i cui resti sono stati poi traslati nella chiesa parrocchiale di Fiano, dove egli aveva svolto il suo ministero.